# أبو حنايا
أبو حنايا قرية تتبع الخفسة في محافظة حلب في سورية.